# Persone di nome Gerard
| Questa pagina contiene informazioni ricavate automaticamente dalle voci biografiche con l'ausilio del template Bio e di un bot. L'aggiornamento è periodico e automatico e ricostruisce completamente la pagina. Se manca una persona in questa lista, sei pregato di non aggiungerla, ma accertati piuttosto che la sua voce biografica contenga il template Bio e che i dati anagrafici siano correttamente compilati. Se il template Bio manca, inseriscilo tu stesso o, in alternativa, metti l'avviso {{tmp\|Bio}} che ne segnala la mancanza. Se i dati riportati sono sbagliati, correggi direttamente la voce biografica; le modifiche saranno visibili in questa lista entro pochi giorni. Per chiarimenti vedi il progetto antroponimi. La lista contiene solo le 124 persone che sono citate nell'enciclopedia e per le quali è stato implementato correttamente il template Bio. Pagina aggiornata al 6 ago 2025. |

Questa è una lista di persone presenti nell'enciclopedia che hanno il nome Gerard, suddivise per attività principale.

## Allenatori di calcio(4)
- Gerard Bergholtz, allenatore di calcio e ex calciatore olandese (Maastricht, n. 1939)
- Gerard López, allenatore di calcio e ex calciatore spagnolo (Granollers, n. 1979)
- Gerard van der Lem, allenatore di calcio e ex calciatore olandese (Amsterdam, n. 1952)
- Gerard Zaragoza, allenatore di calcio e dirigente sportivo spagnolo (Sant Jaume d'Enveja, n. 1982)

## Allenatori di pallacanestro(1)
- Gerard Encuentra, allenatore di pallacanestro spagnolo (Lleida, n. 1990)

## Antropologi(1)
- Geert Hofstede, antropologo e psicologo olandese (Haarlem, n. 1928 - Ede, † 2020)

## Arcivescovi cattolici(1)
- Gerard Tlali Lerotholi, arcivescovo cattolico lesothiano (Mokhotlong, n. 1954)

## Assassini seriali(1)
- Gerard John Schaefer, serial killer e poliziotto statunitense (Wisconsin, n. 1946 - Raiford, † 1995)

## Astronomi(1)
- Gerard Peter Kuiper, astronomo olandese (Harenkarspel, n. 1905 - Città del Messico, † 1973)

## Atleti paralimpici(1)
- Gerard Descarrega, atleta paralimpico spagnolo (La Selva del Camp, n. 1994)

## Attivisti(1)
- Gerard Conlon, attivista nordirlandese (Belfast, n. 1954 - Belfast, † 2014)

## Attori(8)
- Tony Bill, attore, regista e produttore cinematografico statunitense (San Diego, n. 1940)
- Gerard Butler, attore e produttore cinematografico britannico (Paisley, n. 1969)
- Gerard Jordan, attore britannico (Belfast)
- Gerard Kearns, attore britannico (Mossley, n. 1984)
- Sacco van der Made, attore e doppiatore olandese (Rotterdam, n. 1918 - Rotterdam, † 1997)
- Gerard McSorley, attore irlandese (Omagh, n. 1950)
- Gerard Murphy, attore irlandese (Newry, n. 1948 - Cambridge, † 2013)
- Gerard Plunkett, attore e doppiatore irlandese (Dublino, n. 1955)

## Calciatori(24)
- Gerard Aafjes, ex calciatore olandese (Mijdrecht, n. 1985)
- Gerard Badía, ex calciatore spagnolo (Horta de Sant Joan, n. 1989)
- Gerard Bordas, ex calciatore spagnolo (Manresa, n. 1981)
- Ged Brannan, ex calciatore inglese (Liverpool, n. 1972)
- Gerard Cieślik, calciatore polacco (Chorzów, n. 1927 - Chorzów, † 2013)
- Gerard Davis, ex calciatore neozelandese (n. 1977)
- Gerard Deulofeu, calciatore spagnolo (Riudarenes, n. 1994)
- Gerard Fernández, calciatore spagnolo (L'Hospitalet de Llobregat, n. 2002)
- Gerard Gohou, calciatore ivoriano (Gagnoa, n. 1988)
- Gerry Gray, ex calciatore canadese (Glasgow, n. 1961)
- Gerard Gregg, ex calciatore britannico (n. 1971)
- Gerard Gumbau, calciatore spagnolo (Campllong, n. 1994)
- Ged Keegan, ex calciatore inglese (Bradford, n. 1955)
- Gerard Martín, calciatore spagnolo (Esplugues de Llobregat, n. 2002)
- Gerard Lavergne, calciatore dominicano (Santo Domingo, n. 1999)
- Gerry Lightowler, calciatore inglese (Bradford, n. 1940 - Dewsbury, † 2008)
- Gerard Moreno, calciatore spagnolo (Santa Perpètua de Mogoda, n. 1992)
- Gerard Plessers, ex calciatore belga (Overpelt, n. 1959)
- Jops Reeman, calciatore olandese (Amerongen, n. 1886 - Zeist, † 1959)
- Gerard Valentín, calciatore spagnolo (Avinyonet de Puigventós, n. 1993)
- Gerard Wiekens, ex calciatore olandese (Oude Pekela, n. 1973)
- Gerard Williams, calciatore nevisiano (n. 1988)
- Gerard Wodarz, calciatore e allenatore di calcio polacco (Świętochłowice, n. 1913 - Chorzów, † 1982)
- Gerard Yepes, calciatore spagnolo (Barcellona, n. 2002)

## Canottieri(1)
- Wybo Veldman, ex canottiere neozelandese (Padang, n. 1946)

## Cantanti(1)
- Gerard Way, cantante e fumettista statunitense (Summit, n. 1977)

## Cantautori(1)
- Gerry Cinnamon, cantautore scozzese (Glasgow, n. 1984)

## Cardinali(2)
- Gerard de Daumar, cardinale francese (La Garde - Avignone, † 1343)
- Gerard van Groesbeeck, cardinale e vescovo cattolico belga (Hasselt, n. 1517 - Liegi, † 1580)

## Cavalieri(1)
- Gerard de Kruijff, cavaliere olandese (Buren, n. 1890 - Deventer, † 1968)

## Cestisti(4)
- Jerry Bush, cestista e allenatore di pallacanestro statunitense (Brooklyn, n. 1914 - Lincoln, † 1976)
- Gerard Hadidian, cestista libanese (Beirut, n. 1995)
- Jerry Kelly, cestista statunitense (Union City, n. 1918 - Carson City, † 1996)
- Gerard King, ex cestista statunitense (New Orleans, n. 1972)

## Chimici(1)
- Gerry Wright, chimico canadese

## Ciclisti su strada(6)
- Gérard Debaets, ciclista su strada, pistard e ciclocrossista belga (Kortrijk, n. 1899 - North Haledon, † 1959)
- Gerrie Knetemann, ciclista su strada e pistard olandese (Amsterdam, n. 1951 - Bergen, † 2004)
- Gerard Lambrechts, ciclista su strada belga (Gand, n. 1904 - Gand, † 1984)
- Gerard Lettoli, ex ciclista su strada sammarinese (Noisy-le-Grand, n. 1946)
- Gerard Veldscholten, ex ciclista su strada olandese (Lemselo, n. 1959)
- Gerard Vianen, ciclista su strada belga (Stichtse Vecht, n. 1944 - Stichtse Vecht, † 2014)

## Compositori(3)
- Gerard Marino, compositore statunitense (n. 1968)
- Gerard McBurney, compositore, arrangiatore e docente britannico (Cambridge, n. 1954)
- Gerard Schurmann, compositore e direttore d'orchestra olandese (Kertosono, n. 1924 - Los Angeles, † 2020)

## Diplomatici(1)
- Gerard Smith, diplomatico statunitense (n. 1914 - † 1994)

## Direttori d'orchestra(1)
- Gerard Schwarz, direttore d'orchestra e trombettista statunitense (Weehawken, n. 1947)

## Fisici(1)
- Gerard K. O'Neill, fisico statunitense (Brooklyn, n. 1927 - Redwood City, † 1992)

## Fumettisti(1)
- Gerry Conway, fumettista statunitense (New York, n. 1952)

## Genealogisti(1)
- Gerard Slevin, genealogista irlandese (Cork, n. 1919 - † 1997)

## Generali(1)
- Gerard Bucknall, generale britannico (Rock Ferry, n. 1894 - Cheam, † 1980)

## Geologi(1)
- Gerard De Geer, geologo svedese (Stoccolma, n. 1858 - † 1943)

## Gesuiti(1)
- Gerard Manley Hopkins, gesuita e poeta inglese (Stratford, n. 1844 - Dublino, † 1889)

## Giocatori di football americano(3)
- Garrison Hearst, ex giocatore di football americano statunitense (Lincolnton, n. 1971)
- Gerard Johnson, ex giocatore di football americano e allenatore di football americano statunitense (n. 1995)
- Gerard Warren, giocatore di football americano statunitense (Lake City, n. 1978)

## Giocatori di snooker(1)
- Gerard Greene, giocatore di snooker britannico (Chatham, n. 1973)

## Hockeisti su ghiaccio(2)
- Gerard Ciarcia, ex hockeista su ghiaccio statunitense (Arlington, n. 1953)
- Gerard Hallock, hockeista su ghiaccio statunitense (Pottstown, n. 1905 - Essex, † 1996)

## Imprenditori(5)
- Gerry Cardinale, imprenditore statunitense (Filadelfia, n. 1967)
- Gerard Adriaan Heineken, imprenditore olandese (Amsterdam, n. 1841 - † 1893)
- Gerard Philips, imprenditore olandese (Zaltbommel, n. 1858 - L'Aia, † 1942)
- Gerard Piqué, imprenditore, dirigente sportivo e ex calciatore spagnolo (Barcellona, n. 1987)
- Gerard Swope, imprenditore e dirigente d'azienda statunitense (Saint Louis, n. 1872 - New York, † 1957)

## Ingegneri(1)
- Gerald D. Griffin, ingegnere aeronautico statunitense (Athens, n. 1934)

## Insegnanti(1)
- Gerard Krekelberg, insegnante e compositore olandese (Neeritter, n. 1864 - Vlodrop, † 1937)

## Medici(1)
- Gerard van Swieten, medico olandese (Leida, n. 1700 - Vienna, † 1772)

## Mercanti(1)
- Gerard Reynst, mercante olandese (Amsterdam - Batavia, † 1615)

## Militari(2)
- Gerard Ross Norton, militare sudafricano (Herschel, n. 1915 - Harare, † 2004)
- Gerard Broadmead Roope, militare inglese (Taunton, n. 1905 - Mare di Norvegia, † 1940)

## Miniatori(1)
- Gerard Horenbout, miniaturista e pittore fiammingo

## Mistici(1)
- Gerard Appelmans, mistico olandese (n. 1250 - † 1325)

## Nobili(2)
- Gerard Lisle, I barone Lisle, nobile e cavaliere medievale britannico († 1360)
- Gerard van Velsen, nobile olandese (Leida, † 1296)

## Pattinatori di velocità su ghiaccio(2)
- Gerard Kemkers, ex pattinatore di velocità su ghiaccio olandese (Groninga, n. 1967)
- Gerard van Velde, ex pattinatore di velocità su ghiaccio olandese (n. 1971)

## Piloti automobilistici(1)
- Pete Lovely, pilota di Formula 1 statunitense (Livingston, n. 1926 - Tacoma, † 2011)

## Pistard(2)
- Gerard Bosch van Drakestein, pistard olandese (Malines, n. 1887 - L'Aia, † 1972)
- Gerard Koel, ex pistard olandese (Amsterdam, n. 1941)

## Pittori(5)
- Gerard ter Borch, pittore olandese (Zwolle, n. 1617 - Deventer, † 1681)
- Gerard David, pittore olandese (Oudewater - Bruges, † 1523)
- Gerard Hoet, pittore, disegnatore e scrittore olandese (Zaltbommel, n. 1648 - L'Aia, † 1733)
- Gerard Seghers, pittore fiammingo (Anversa, n. 1591 - Anversa, † 1651)
- Gerard Pietersz van Zijl, pittore e disegnatore olandese (Leida, n. 1607 - Amsterdam, † 1665)

## Poeti(1)
- Gerard Malanga, poeta, fotografo e regista statunitense (New York, n. 1943)

## Politici(4)
- Gerry Adams, politico irlandese (Belfast, n. 1948)
- Gerard Batliner, politico liechtensteinese (Eschen, n. 1928 - Eschen, † 2008)
- Gerard Batten, politico britannico (Romford, n. 1954)
- Gerard Frederikszoon de With, politico olandese

## Psicologi(1)
- Gerard J. M. van den Aardweg, psicologo e psicoterapeuta olandese (Haarlem, n. 1936)

## Registi(1)
- Gerard Damiano, regista statunitense (Chicago, n. 1928 - Fort Myers, † 2008)

## Rugbisti a 15(2)
- Barry Everitt, ex rugbista a 15 irlandese (Nenagh, n. 1976)
- Conor Murray, rugbista a 15 irlandese (Limerick, n. 1989)

## Sceneggiatori(1)
- Gerard Soeteman, sceneggiatore olandese (Rotterdam, n. 1936 - Rotterdam, † 2025)

## Scrittori(2)
- Gerard Reve, scrittore olandese (Amsterdam, n. 1923 - Zulte, † 2006)
- Gerard de Malynes, scrittore e mercante britannico (Anversa, n. 1586 - † 1641)

## Scultori(1)
- Gerard van Opstal, scultore fiammingo (Bruxelles - Parigi, † 1668)

## Sensitivi(1)
- Gerard Croiset, sensitivo olandese (Laren, n. 1909 - Utrecht, † 1980)

## Tennisti(1)
- Gerard Granollers Pujol, tennista e allenatore di tennis spagnolo (Barcellona, n. 1989)

## Vescovi(1)
- Gerard Pucelle, vescovo inglese (n. 1117 - † 1184)

## Vescovi cattolici(3)
- Gerard William Battersby, vescovo cattolico statunitense (Detroit, n. 1960)
- Gerard Holohan, vescovo cattolico australiano (Perth, n. 1947)
- Gerard Johannes Nicolaus de Korte, vescovo cattolico olandese (Vianen, n. 1955)

## Senza attività specificata(3)
- Gerard Arpey, statunitense (n. 1958)
- Gerard Fraser, allenatore di rugby a 15 e ex rugbista a 15 neozelandese (Rangiora, n. 1978)
- Marie van Heel, olandese (n. 1906 - † 1997)